# Utičnica
Utičnica je naprava na kojoj se priključuju prijenosna potrošila pomoću utikača na izvor električne energije u objektu. Utičnice za trošila male snage najčešće imaju dva kontakta: fazni i neutralni. Postoje utičnice koje sadrže i treći kontakt, odnosno zaštitni, pomoću kojeg se spaja metalno kućište trošila s uzemljenjem.